# Mano Solo
Mano Solo, nome artístico de Emmanuel Cabut (Châlons-sur-Marne, 24 de abril de 1963 — Paris, 10 de janeiro de 2010), foi um cantor, desenhador, guitarrista e pintor francês.
Era filho do caricaturista Cabu, morto no massacre do Charlie Hebdo, em 7 de janeiro de 2015.
Morreu aos 46 anos, vítima de múltiplos aneurismas cerebrais sofridos em novembro de 2009, agravados pela AIDS.